# Neusitz
Neusitz település Németországban, azon belül Bajorországban. Lakosainak száma 2071 fő (2023. december 31.).

## Népesség
A település népessége az elmúlt években az alábbi módon változott:
| Lakosok száma | 411  | 534  | 950  | 1437 | 2025 | 1985 | 2043 | 2078 | 2104 | 2071 |
|               | 1875 | 1950 | 1975 | 1987 | 2012 | 2014 | 2016 | 2017 | 2021 | 2023 |